# Nino Costa
Giovanni Costa, detto Nino (Torino, 28 giugno 1886 – Torino, 5 novembre 1945), è stato un poeta italiano.

## Biografia
Nasce a Torino da una famiglia di origini ciriacesi, da madre monferrina e padre canavesano. Studente al liceo classico Cavour, laureato in Lettere e in Medicina Veterinaria, svolge per tutta la vita la professione di bancario presso la Cassa di Risparmio di Torino.
Con lo pseudonimo di Mamina pubblica le sue prime poesie sul settimanale Birichin, fondato a fine Ottocento. A partire dal 1922 pubblica le sue raccolte di versi in lingua piemontese: Mamina (1922), Sal e Pèiver (1924), Brassabòsch (1928), Fruta madura (1931), Poesie religiose piemontèise (1934), Ròba nòstra (1938), Tempesta, pubblicato postumo nel 1946.
Muore a Torino il 5 novembre 1945, un anno dopo la prematura scomparsa del figlio diciannovenne Mario, caduto durante un'azione partigiana in Val Chisone. È sepolto accanto al figlio nel cimitero di Cirié.

## Omaggi
I comuni di Ciriè e di Pino Torinese gli hanno dedicato una scuola media e una via nel centro cittadino. Nel comune di Pianezza c'è una scuola primaria a lui intitolata.
A Torino sono presenti una lapide muraria di fianco al portone d'ingresso del palazzo in cui visse, alla Crocetta, nonché una stele commemorativa al parco del Valentino, nei pressi dell'arco trionfale.